# Okręg Minas Gerais
Okręg Minas Gerais - okręg przemysłowy w południowo-wschodniej Brazylii, powstały na bazie bogatych złóż rud żelaza, cyny, złota, uranu, toru i boksytów. Z powodu skromnej bazy energetycznej okręgu, konieczna była jednak budowa wielu hydroelektrowni oraz import węgla kamiennego i ropy naftowej. Hutnictwo żelaza i metali nieżelaznych funkcjonuje w Itabirze, Ouro Preto, Belo Horizonte. Rozwinięty jest także przemysł obrabiarkowy, samochodowy, zbrojeniowy, petrochemiczny, włókienniczy oraz spożywczy.